# Луго (футбольний клуб)
«Луго» (ісп. Club Deportivo Lugo) — іспанський футбольний клуб з однойменного міста. Заснований 1953 року.

## Відомі гравці
- Фабрісіано Гонсалес
- Дієго Лопес Родрігес
- Хосе Мануель Айра

## Екіпірування
| 2010 | 2013-14 | 2014-15 | 2015-17 | 2017-18 | 2018-19 | 2019-20 | 2020-21 |